# DAYS (EP)
《DAYS》(데이즈)는 2011년 5월 4일에 에이벡스 트랙스에서 발매된 Dream5의 두 번째 미니음반이다.

## 개요
- Dream5의 두 번째 미니음반.
- 신곡 4곡과 싱글로부터의 2곡, 보너스 트랙 1곡으로부터의 전체 6곡으로 구성되어있다.
- ‘CD+DVD반’과 ‘CD ONLY반’의 두 가지 형태로 발매됐다.
- 일부 노래는 춤 담당인 3명도 노래하고 있다.

## 수록곡

### CD
1. 학원천국(学園天国)
  - 작사: 아쿠 유 / 작곡: 이노우에 타이스케 / 편곡: 모리오 타카시
2. 사랑의 다이얼 6700(恋のダイヤル6700)
  - 작사: 아쿠 유 / 작곡: 이노우에 타이스케 / 편곡: 모리오 타카시

세 번째 싱글.
3. 우리들의 여름!!(僕らのナツ!!)
  - 작사: 마에다 노부테루 / 작곡: 하루하타 미치야 / 편곡: 스즈키 Daichi 히데유키

두 번째 싱글.
4. 고마워요 ~그대에게 전하고 싶은 Melody~(ありがとう 〜君に届けたいMelody〜)
  - 작사: leonn / 랩작사: 히다카 미츠히로 / 작곡: 히비노 히로후미 / 편곡: 스즈키 히로토

마지막 랩 부분에는 게스트로 AAA의 히다카 미츠히로가 참가하고 있다.
5. 점점 GROW UP!(段々 GROW UP!)
  - 작사: Mio Aoyama / 작곡 · 편곡: 와타나베 토루
6. 춘하추동(シュンカシュウトウ)
  - 작사: leonn / 작곡 · 편곡: 히비노 히로후미
7. 전하고 싶어 ~캐논 지구 오케스트라 Ver.(届けたい 〜カノン 地球オーケストラVer.〜)
with 시레토코의 유빙, 오가사와라의 고래, 야쿠시마의 시냇물, 야쿠시마 정립 미야우라 초등학교의 여러분
보너스 트랙
닛폰 TV 계열 《지구 오케스트라: 일본의 아름다운 소리를 찾는 여행》의 닫는 곡으로 사용됐다.

### DVD
1. 우리들의 여름!! (뮤직비디오)
2. 사랑의 다이얼 6700 (뮤직비디오)
3. 학원천국 (뮤직비디오)
4. 학원천국 (안무 영상)
5. 춘하추동 (안무 영상)
6. 점점 GROW UP! (안무 영상)
7. Making of 학원천국 (오프샷)